# Åtkomsttid
Åtkomsttid (accesstid) är den tid som förlöper mellan att en begäran givits till en elektronisk enhet och att det begärda har utförts. Det rör sig ofta om att information ska hämtas från ett minne. Denna begäran görs normalt av ett annat elektroniskt delsystem. 
Åtkomsttiden kan beräknas som summan av enhetens söktid och den fördröjning (latency) som uppstår innan data väl levereras. 